# Lois Ayres
Lois Ayres (Boston, Massachusetts; 24 de mayo de 1962) es una actriz pornográfica retirada estadounidense.

## Biografía
Lois Ayres, variante de Lois Ayer, nació en Boston en mayo de 1962. En 1982 comenzó su carrera como modelo erótica, apareciendo en diversas revistas pornográficas. Un año más tarde, en 1983, debutó como actriz pornográfica, a los 21 años, siendo su primera escena una de temática lésbica en Surrender in Paradise. Su otra primera escena con un actor, en concreto con Ron Jeremy, fue en Pink Lagoon.
Como actriz, trabajó para estudios como Gourmet Video, VCA Pictures, Metro, Zebra, Vivid, Cal Vista, Midnight Men, Western Visuals, Exquisite, Evil Angel, Pleasure, Wicked Pictures, Video Team o Vidway.
En 1986 alcanzó el cénit de su carrera como actriz pornográfica al realizar las películas de The Devil in Miss Jones 3 & 4.
En 1987 tuvo una aventura sentimental con Slash, por aquel entonces guitarrista del grupo Guns N' Roses.
Lois dejó la pornografía en 1989 para recuperarse de su adicción a las drogas antes de regresar un par de años después. También comenzó a bailar en diversos clubes, llegando a trabajar como estríper en Japón, ganando 30 000 dólares en una semana.
En 1991 fue nominada en los Premios AVN en la categoría de Mejor escena de sexo lésbico en grupo por Between the Cheeks 2.
Se retiró como actriz en 1997, con un total de 298 películas. Un año después fue incluida en el salón de la fama de AVN.
Algunas películas suyas fueron Aerobics Girls Club, Ball Busters, Controlled, Dildo Babes 2, Erotica, Firecrackers, Hard Ride, Licking Lips, Night Creatures, Panty Raid, Secret Recipe o Toe Hold.

## Premios y nominaciones
| Año  | Ceremonia   | Resultado | Premio                                | Trabajo              |
| ---- | ----------- | --------- | ------------------------------------- | -------------------- |
| 1991 | Premios AVN | Nominada  | Mejor escena de sexo lésbico en grupo | Between the Cheeks 2 |